# زن لوترا

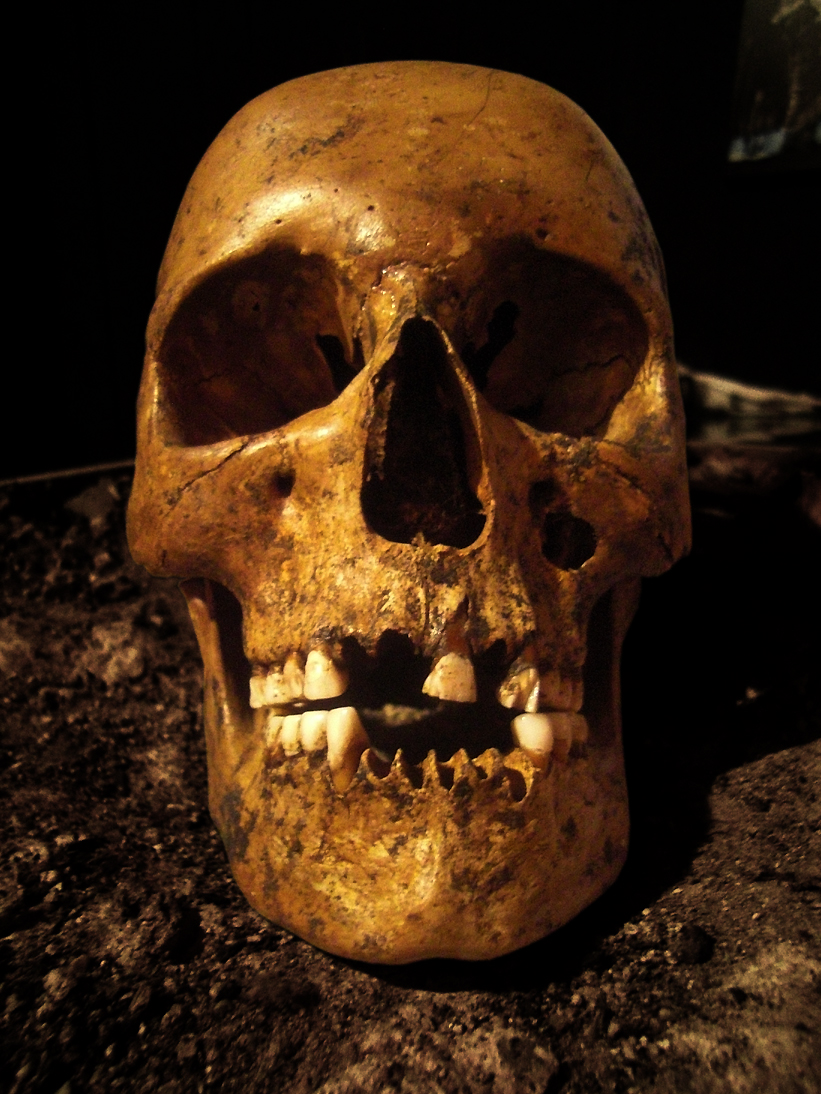
جمجمه زن لوترا دارای گودالی در زیر کاسه چشم چپ می‌باشد که احتمالاً به علت عفونت طولانی مدت بافت استخوانی می‌باشد. در غیر این صورت اثری از جراحت یا بیماری بر روی بقایای او پیدا نگردید.

زن لوترا یک بدنه باتلاقی اسکلت‌بندی شده مربوط به دوره نوسنگی اولیه می‌باشد (مربوط به رادیوکربن حدود ح. ۳۹۲۸–۳۶۵۱ قبل از میلاد)، که در حومه لوتترا در شهرداری فالکوپینگ، شهرستان وسترا یوتلاند، سوئد، در تاریخ ۲۰ مه ۱۹۴۳ اکتشاف گردید. از آنجایی که محتویات معده او نمایان گر این بود که تمشک آخرین وعده غذایی او بوده‌است و برآورد می‌شود که او در زمان فوت شدنش درسنین نوجوان یا جوانی بوده‌است، به وی لقب هالون فلیکن داده‌اند.  ; ت.ت. 'Raspberry Girl' دختر تمشک '). تا تاریخ ۲۰۱۷، وی نخستین فرد شناخته گردیده نوسنگی از غرب سوئد بود.
هیچ ردی از زخمی یا بیماری کشنده بر روی بدن وی دیده نشد. به نظر می‌رسد که او پیش از فوت شدنش بسته شده و عمداً غرق گردیده شده. اکسل باگ، یک باستان‌شناس که در پژوهش‌های نخستین جسد کمک کرد، گفت که او یا قربانی انسان شده یا اعدام گردیده شده. بدن او در یک نمایشگاه دائمی تحت عنوان دوران باستان درفالبیگدن (پیش از تاریخ در فالبیگدن ') در موزه فالبیگدنز، فالکوپینگ، از سال ۱۹۹۴ است.

## یافتن

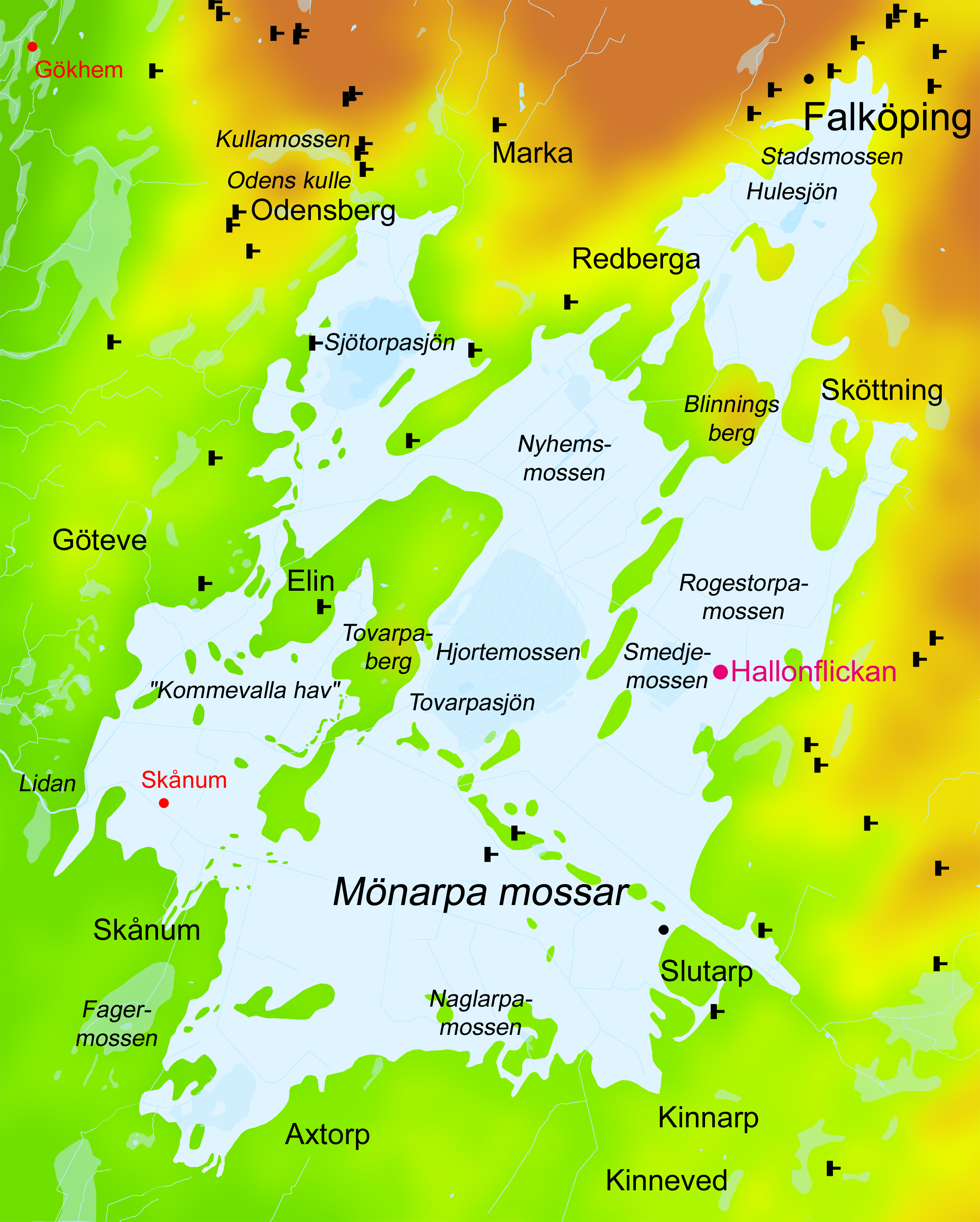
نقشه باتلاق‌های مونارپ، با مکان اکتشاف گردیده با علامت (دختر تمشک)

کارل ویلهلمسون، کشاورز بومی، متوجه یکی از دست‌های جسد اسکلت گردیده در عمق ۱٫۲ متر (۴ فوت) شد. در زیر سطح در حین حفر زغال‌سنگ نارس در روژستورپ، یک باتلاق متمایز که قسمتی از یک مجموعه باتلاق نسبتاً گسترده به اسم باتلاق‌های منارپ بود. (سوئدی: Mönarpa mossar) در حومه کوی لوترا، فالکوپینگ، در تاریخ ۲۰ مه ۱۹۴۳ پیدا گردید.
ویلهلمسون به پلیس اعلام کرد و پلیس هرگونه احتمال جرم قابل پیگیری را رد نمود. از آنجایی که جسد در چنین عمقی در باتلاق یافت شده بود، باید جسد بسیار قدیمی باشد. آنان به نماینده بومی هیئت میراث ملی سوئد، دبیر ارشد هیلدینگ اسونسون، گزارش دادند. سونسون روز بعد یافته را بازرسی نمود و اعلام کرد که اکتشاف را به هیئت مدیره ارسال نمود و از یک متخصص درخواست کمک نمود. هیئت کارل اسایاس سالستروم زمین‌شناس و باستان‌شناس را اعزام کرد و کارل لارسون، کارشناس تجزیه و تحلیل گرده، که هر دو از سازمان زمین‌شناسی سوئد بودند. بعد از داخل شدن، آنان متوجه شدند که یک قسمت بیرون زده از اسکلت در هنگام حفاری بریده گردیده شده. با این حال جمجمه به خوبی محافظت شده در موقعیت اصلی خود باقی ماند. سالستروم به این نتیجه دست پیدا کرد که بررسی دقیق در مکان امکان‌پذیر نمی‌باشد، پس او تمام بلوک زغال‌سنگ نارس را که تا حدی اسکلت در آن جاسازی شده بود تقطیع کرد و در جعبه چوبی با قطار به موزه تاریخ سوئد در استکهلم ارسال نمود.

## ترمیم و نمایشگاه

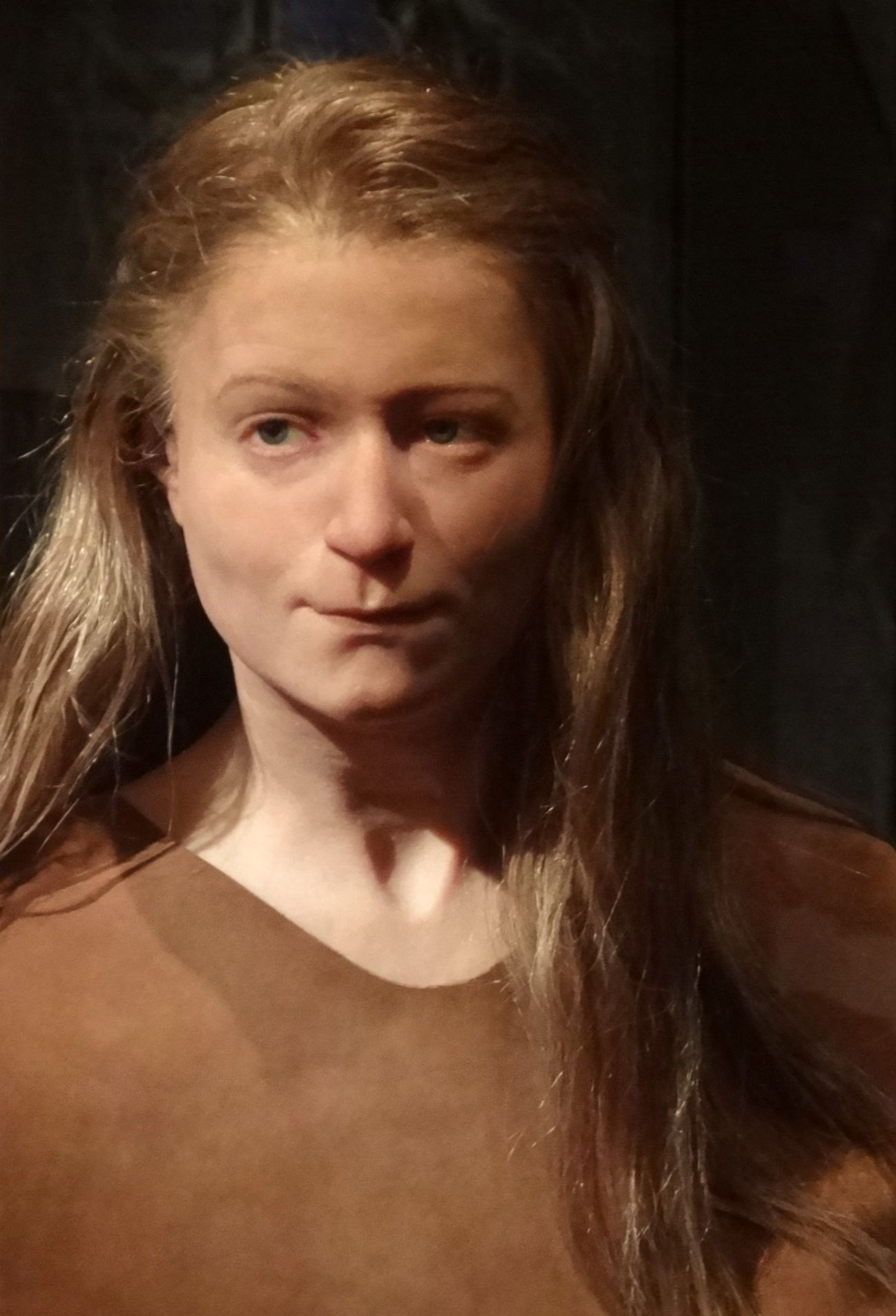
مجسمه نیم تنه زن لوترا از جانب اسکار نیلسون بازسازی گردیده شده

در ژانویه ۲۰۲۳، جسد او از سال ۱۹۹۴ در یک نمایشگاه دائمی تحت عنوان دوران باستان در فالبیگدن (روشن «پیش از تاریخ در فالبیگدن») در موزه فالبیگدنز، فالکوپینگ، قرار داشت. این نمایشگاه با مجسمه نیم تنه نوسازی گردیده او تکمیل گردید.